# Рафаела Безанілла
Рафаела Безанілла Безанілла (1797 - 7 травня 1855) - перша леді Чилі і дружина президента Хосе Томаса Овалле-і-Безанілли. Рафаела народилася в Сантьяго, дочка Франциско де Безанілли-і-де-ла-Барсени та Хуани Безанілла-і-Абас-Паділли. рафаела мала з чоловіком вісім дітей.

## Зовнішні посилання
- Генеалогічна карта родини Ovalle [Архівовано 26 лютого 2021 у Wayback Machine.] (in Spanish)